# 暦 (映像作品)
暦（Greatest Video Hits）は、イエスのビデオクリップ集。

## 概要
1977年のアルバム『究極』から1987年のアルバム『ビッグ・ジェネレイター』までのシングル11曲と『9012ライブ』に収録されていた「アイヴ・シーン・オール・グッド・ピープル」の、合わせて12曲のビデオクリップを集めたソフト。各曲の前にメンバーによるコメントが収録されており、シングルカットの経緯や曲の内容などが語られている。
1991年にレーザーディスク/ビデオテープでリリースされ、2002年にDVD化された。さらに2006年、音声が5.1Chにリミックスされ、ロジャー・ディーンによるパッケージも新装となった「イエス 暦 (5.1ヴァージョン)」がリリースされている。レーベルはATCO-VIDEO。日本での発売はワーナーミュージック・ジャパン。
初期のレーザーディスク盤では字幕がなく、ライナーノーツに対訳が記載されていたが、2006年リリースのDVD盤では英語/ポルトガル語/日本語の字幕が収録され、任意選択が可能になっている。

## 収録曲
1. 不思議なお話を (究極) - Wonderous Stories
2. クジラに愛を (トーマト) - Don't kill the Whale
3. マドリガル (トーマト) - Madrigal
4. 光陰矢の如し (ドラマ) - Tempus Fugit
5. レンズの中へ (ドラマ) - Into the Lens
6. ホールド・オン (ロンリー・ハート) - Hold On
7. リーヴ・イット (ロンリー・ハート) - Leave It
8. イット・キャン・ハプン (ロンリー・ハート) - It Can Happen
9. ロンリー・ハート (ロンリー・ハート) - Owner of a Lonely Heart
10. リズム・オブ・ラヴ (ビッグ・ジェネレイター) - Rhythm of Love
11. ラヴ・ウィル・フインド・ア・ウェイ (ビッグ・ジェネレイター) - Love Will Find A Way
12. アイヴ・シーン・オール・グッド・ピープル (サード・アルバム) - I've seen all good people

- 括弧内は収録アルバム。
- 6./12.は9012ライブと同じ映像。
- 9ではエディ・ジョブソンが一瞬だけ映っている。